# Ravières
Ravières é uma comuna francesa na região administrativa de Borgonha-Franco-Condado, no departamento de Yonne. Estende-se por uma área de 21,67 km². Em 2010 a comuna tinha 745 habitantes (densidade: 34,4 hab./km²).